# اعتلال معوي إشعاعي
الاعتلال المعوي الإشعاعي (بالإنجليزية: Radiation enteropathy)‏ أو التهاب الأمعاء الإشعاعي (بالإنجليزية: Radiation enteritis)‏ عبارة عن متلازمة قد تتطور بعد العلاج الإشعاعي للمرضى المصابين بسرطان البطن أو الحوض. العديد من الاشخاص المتضررين هم المرضى الذين تم علاجهم وشفاؤهم من سرطان عنق الرحم أو سرطان البروستاتا. وكان يطلق عليه مرض إشعاع الحوض وأيضًَا التهاب القولون الإشعاعي كونه أحد السمات الرئيسية له.

## الأعراض
الأشخاص الذين تم علاجهم بالعلاج الإشعاعي لسرطان الحوض وغيرها من أمراض البطن غالبا ما تظهر لديهم اعراض في الجهاز الهضمي. وتشمل:
- نزيف المستقيم.
- الإسهال والإسهال الدهني.
- اضطرابات التغوط الأخرى بما في ذلك الإلحاح البرازي وسلس البراز.
- نقص التغذية وفقدان الوزن.
- آلام في البطن وانتفاخ
- الغثيان والتقيؤ والتعب[ ؟ ]

توجد غالباً أعراض اضطرابات الجهاز الهضمي جنبا إلى جنب مع تلك الموجودة في أنظمة أخرى مثل اضطرابات الجهاز البولي التناسلي والخلل الجنسي. وتعتبر هذه الأعراض عبء يضعف إلى حد كبير نوعية حياة المرضى.
ويحدث الغثيان والقيء والتعب والإسهال في وقت مبكر أثناء العلاج الإشعاعي. ويسبب الإشعاع المعوي حدوث تأثيرات مزمنة على المدى الطويل والتي يمكن العثور عليها بعد فترة كامنة (لأكثر شيوعا من 6 أشهر إلى 3 سنوات بعد انتهاء العلاج). وفي بعض حالات العلاج الاشعاعي الناجح لا تظهر أي مشكلة لمدة 20-30 عامًا.

## الأسباب
يعاني عدد كبير من المرضى (60-80٪) الذين يحصلون على العلاج الإشعاعي للبطن أو الحوض كجزء من علاج السرطان من أعراض في الجهاز الهضمي. وتستخدم النظم العلاجية القياسية في حالات لسرطان عنق الرحم وسرطان البروستاتا وسرطان المستقيم وسرطان الشرج وسرطان الغدد الليمفاوية وغيرها من الأورام الخبيثة في البطن.
يمكن أن تتفاقم آثار تلك الأمراض بسبب الجراحة أو العلاج الكيميائي أو الأدوية الأخرى التي تعطى لعلاج السرطان.
وقد أدت الطرق المحسنة للعلاج الإشعاعي إلى الحد من تعرض الأنسجة الغير مُصابة للإشعاع مع التركيز على الأنسجة المصاية بالسرطان.
ومع ذلك فإن أجزاء من الأمعاء مثل الأمعاء الدقيقة والمستقيم والتي على مقربة مباشرة من السرطان من المستحيل تجنب حدوث بعض الآثار الإشعاعية عليها.
جراحة الأمعاء السابقة والسمنة والسكري وتدخين التبغ واضطرابات الأوعية الدموية تزيد من فرص تطوير الاعتلال المعوي.

## علم الأمراض

### الإصابة المعوية الحادة
الاعتلال المعوي الإشعاعي المبكر هو شائع جدا أثناء تعاطي العلاج الأشعاعي أو مباشرة بعده. وهذا الاعتلال يكون في صورة موت للخلايا والتهاب الغشاء المخاطي وخلل حاجز الظهارية (الحاجز الخاص بخلايا الابسيليوم). ويطلق على هذه الإصابة اسم التهاب الغشاء المخاطي ويؤدي إلى ظهور عدة أعراض مثل الغثيان والقيء والتعب والإسهال وآلام البطن. ويتعافى هذا الالتهاب في غضون بضعة أسابيع أو أشهر.

### الآثار الطويلة الأجل للإشعاع
تظهر الآثار الجانبية طويلة المدى بعد فترة 3 أشهر أو أكثر بعد العلاج الإشعاعي، وهناك العديد من الأمراض: تشمل
ضمور الغشاء المخاطي الظهاري للأمعاء وتصلب الأوعية الدموية والتليف التدريجي لجدار الأمعاء وبعض التغيرات الأخرى في الغدد الصماء المعوية والخلايا المناعية وفي النبيت الجرثومي للأمعاء. هذه التغييرات قد تتسبب في نقص حركة الامعاء وضغط عليها وسوء امتصاص للطعام ونزيفوأيضًَا ظهور مشاكل في اللفائفي الطرفي والمستقيم.

## التحقيقات
تم العثور على اضطرابات متعددة في المرضى الذين يعانون من الاعتلال المعوي الإشعاعي، لذلك تم تطوير التوجه أو الإرشاد بما في ذلك المنهج الخوارزمية لتحقيقهم. وهذا يشمل التقييم الشامل مع التحقيقات بما في ذلك التنظير الداخلي واختبارات التنفس وغيرها من الاختبارات الغذائية والجهاز الهضمي. التحقيق الكامل مهم لأن العديد من الناجين من السرطان من العلاج الإشعاعي تتطور لديهم أسباب أخرى لظهور تلك الأعراضهم مثل الاورام الحميدة القولونية وداء رتجي أو البواسير.

## حالات مرتبطة أخرى
- زيادة مفرطة في البكتيريا المعوية
- قصور في افرازات البنكرياس اللاقنوية
- الإسهال والافرازات الصفراوية
- الإلحاح البولي
- العجز الجنسي

## الوقاية
الوقاية من الإصابة الإشعاعية للأمعاء الدقيقة هو الهدف الرئيسي من تقنيات مثل العلاج الموضعي وحجم الحقل وتقنيات العلاج الإشعاعي الحديثة والعلاج الإشعاعي المكثف. كما تم دراسة واستعراض الأدوية بما في ذلك مثبطات الإنزيم المحول للأنجيوتنسين والستاتين والبروبيوتيك.

## العلاج
تحديد من هو المسؤول عن التسبب في الأعراض في الأشخاص الذين يعانون من أعراض متوافقة مع الاعتلال المعوي الإشعاعي هو الخطوة الأولية الواجب إتخاذها. وتنظيم الإدارة هي أفضل وسيلة لتحديد السبب وذلك بواسطة فريق متعدد التخصصات من متخصصي أمراض الجهاز الهضمي والممرضات وأخصائيي التغذية والجراحين وغيرها.
وتشمل العلاجات الطبية استخدام معالجة بالأكسجين عالي الضغط والذي له آثار مفيدة في التهاب المستقيم الإشعاعي أو الضرر الشرجي.
وأيضا العلاجات الغذائية التي تشمل العلاجات الموجهة إلى اضطرابات سوء الامتصاص مثل استخدام الوجبات الغذائية منخفضة الدهون وفيتامين B12 أو فيتامين D جنبا إلى جنب مع عزل الصفراء والحمضية الصفراوية وربما استخدام المضادات الحيوية لمنع النمو المفرط للبكتيريا في الأمعاء الدقيقة. وقد تم اقتراح البروبيوتيك كطريقة علاجية أخرى.
قد استخدمت العلاجات بالمنظار بما في ذلك تخثر البلازما بالأرجون[ ؟ ] لوقف النزيف الناتج عن توسع الشعريات الدموية في حالة التهاب المستقيم الإشعاعي وفي عدة مواقع معوية أخرى وعلى الرغم من أن هناك خطوره في حدوث ثقوب. وتبدو الحقن الشرجية السوكرالفات مفيدة في علاج التهاب المستقيم.
وقد تكون هناك حاجة إلى العلاج الجراحي في حالات الإنسداد المعوي والناسور أو الثقوب التي يمكن أن تحدث في الحالات الأكثر خطورة،  يمكن أن تكون تلك الحالات في وضع خطير إذا كان المرضى الحاضرون في الطوارئ يتعرضون الي علاج إشعاعي غير مناسب ولكن استخدامها الآن أصبح أقل شيوعا.
العلاج الأمثل عادة ما ينتج تحسينات كبيرة في حياة المرضي.

## الانتشار
نجا عدد متزايد من اللأشخاص الآن من السرطان وذلك بفضل استخدام العلاجات المتطورة التي تُتيح علاجاً للأورام الخبيثة (الناجين من السرطان). ويوجد الآن أكثر من 14 مليون شخص في الولايات المتحدة ومن المتوقع أن يزداد هذا الرقم إلى 18 مليونا بحلول عام 2022، [12] أكثر من نصفهم من الناجين من سرطان البطن أو سرطان الحوض وأيضًَا حوالي 30,000 شخص يحصلون على علاج إشعاعي للبطن والحنجرة كل عام.
وتشير التقديرات إلى أن هناك 1.6 مليون شخص في الولايات المتحدة يعانون من خلل في الأمعاء بعد تعرضهم للإشعاع، وهو عدد أكبر من أولئك الذين يعانون من مرض التهاب الأمعاء مثل مرض كرون أو التهاب القولون التقرحي.

## البحوث
وقد تم الوصول إلى مواد جديدة باستخدام الدراسات الحيوانية والتي قد يكون لها تاثير في علاج الإصابة الناتجة عن الإشعاع المعوي. وما زالت البحوث قائمة لاستخدامها على البشر.

## انظر أيضًَا
- انسداد معوي
- علاج بالأشعة
- متلازمة الإشعاع الحادة
- علاج كيميائي